# 接龍 (中國骨牌)
接龍，是流傳於中國的骨牌接龍遊戲，為江南地方的稱呼，過去也流行於清朝中國北方，因賭博速度快，又俗稱為剥皮赌。各地名稱、規則略有不同，如北方稱為顶牛、顶牛儿、氣牛兒、顶牛子。香港稱為斜釘，李嘉誠、鄭裕彤、周文軒、李兆基等富人喜歡聚賭玩此戲，每次下注約一萬元港圓，原因為不需耗太多時間精力。
接完三十二張牌，兩端只有2、5點才有可能，胡適說因為只有這兩數的牌數為單數。
溫州在民國時期有竹枝词〈接龍兒〉：「不接死龍接活龍，接龍揀去了丁公。雙神擵著真無奈，最好接龍擵四紅。」

## 牌具
- 接龍同天九牌，採二十一點式、三十二張。

## 接龍牌規
- 二到四人遊戲。兩人時，每人十六張；三人時，每人十張(隨機抽起兩張牌不用)；四人時，每人八張。

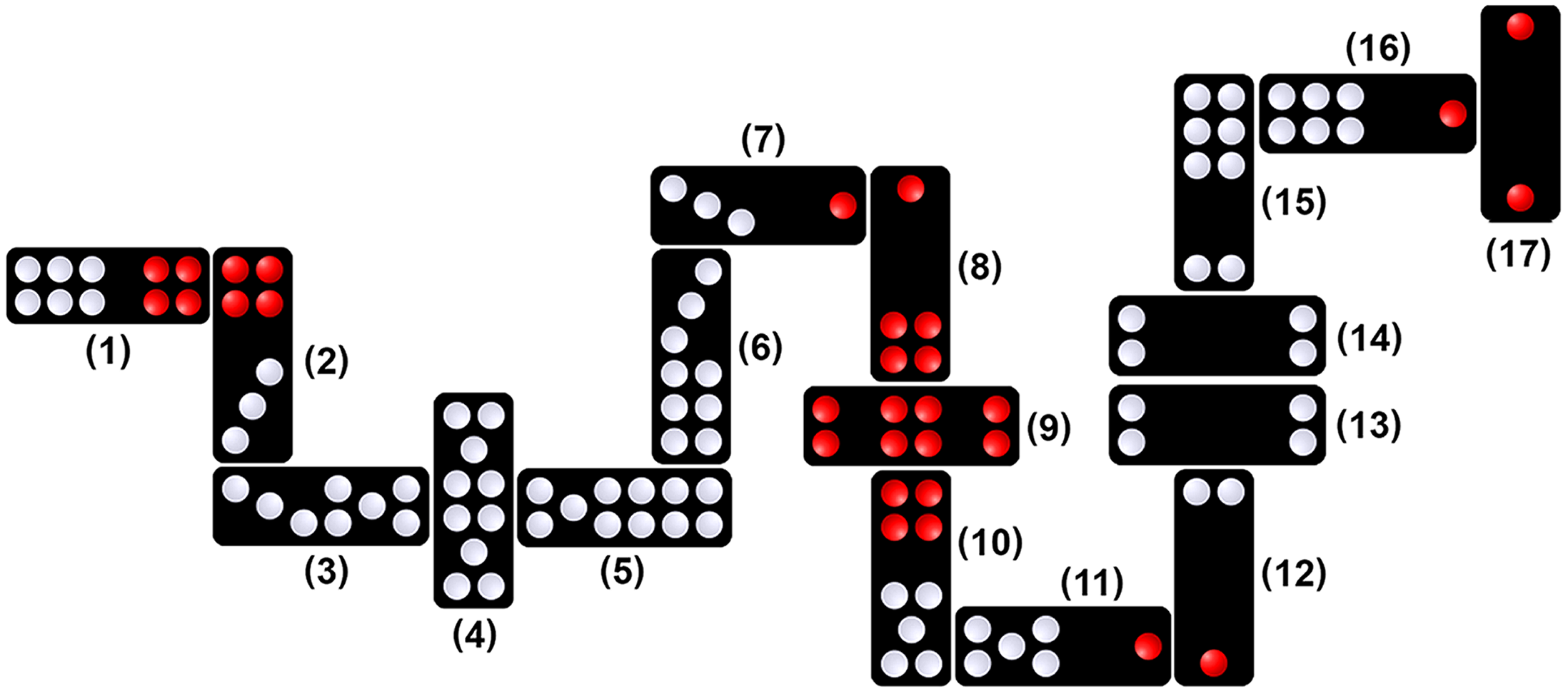
接龍出牌規則圖示

- 莊家先選擇打出一張牌作開始，此動作稱為「引牌」，然後指定下位玩家要把牌放在該牌何端，之後每位玩家需將牌與上張牌相接，對接處必須點數相同。兩端同點牌需橫放、用長邊接；不同點牌需豎放、用短邊接，見附圖。
- 若玩家無法接到，必需選擇一張牌反轉放於自己枱前，不讓其他玩家看見，此動作稱為「扣牌」（斜釘稱為「飲牌/冚牌」)，被扣的牌不能再用作下一回出牌，扣牌完後，再由下位玩家接牌。
- 若所有玩家都無法接牌，最後出牌者再引牌，要接的端需為跟上一回不同的點數。
- 皆出完牌後，計算自己扣牌的總點數，以點數小獲勝，作下局的莊家。多點數的付其他位點數小的各差額的籌碼。[9]

## 斜釘牌規
- 斜釘牌規與接龍相同，另加兩項接龍沒有的牌規 :

1. 起手牌若有八張「掘牌」（見下表），稱為八掘，可宣布獲勝。獲得差額點數的兩倍。
2. 出完所有牌，稱為通牌；莊家只出過一張牌，稱為頭七；閒家都沒出過牌，稱為尾八。頭七、尾八時，差額點數便以雙倍計算，若有人通牌，將點數改乘四輸給通牌者。也有規則改采頭六、尾七。

- 斜釘的牌名有特殊名稱，用分別代表一到六數：釘(一)、二(二)、斜(三)、血(四)、梅(五)、龍(六)作兩字的牌名，點數大的擺在前字名，若同點數則在前加一掘字。(見下表）

| 點式 | 2-1  | 3-1  | 4-1  | 5-1  | 6-1  | 3-2  | 4-2  | 5-2  |
| ---- | ---- | ---- | ---- | ---- | ---- | ---- | ---- | ---- |
| 牌名 | 二釘 | 斜釘 | 血釘 | 梅釘 | 龍釘 | 斜二 | 血二 | 梅二 |
|      |      |      |      |      |      |      |      |      |
|      |      |      |      |      |      |      |      |      |
| 點式 | 6-2  | 4-3  | 5-3  | 6-3  | 5-4  | 6-4  | 6-5  |      |
| 牌名 | 龍二 | 血斜 | 梅斜 | 龍斜 | 梅血 | 龍血 | 龍梅 |      |
|      |      |      |      |      |      |      |      |      |
|      |      |      |      |      |      |      |      |      |

| 點式 | 6-6  | 5-5  | 4-4  | 3-3  | 2-2  | 1-1  |
| ---- | ---- | ---- | ---- | ---- | ---- | ---- |
| 牌名 | 掘龍 | 掘梅 | 掘血 | 掘斜 | 掘二 | 掘釘 |
|      |      |      |      |      |      |      |
|      |      |      |      |      |      |      |

## 頂牛牌規
- 頂牛有十一點式，去掉天九牌的八張雜牌，除3-6、2-6牌各一張，其餘兩張，共二十四張。兩端同點牌稱為橫牌；不同點數稱為豎牌。

| 點式 | 6-6  | 5-5  | 4-4  | 3-3  | 2-2                | 1-1 |
| ---- | ---- | ---- | ---- | ---- | ------------------ | --- |
| 牌名 | 大天 | 大五 | 紅八 | 長三 | 二板、 驴腿、 板凳 | 地  |
|      |      |      |      |      |                    |     |
|      |      |      |      |      |                    |     |

| 點式 | 1-3 | 5-6  | 4-6       | 1-6  | 1-5           | 3-6           | 2-6  |
| ---- | --- | ---- | --------- | ---- | ------------- | ------------- | ---- |
| 牌名 | 鹅  | 虎頭 | 紅頭 金屏 | 一六 | 一五、 零冧六 | 三六、 歪脖九 | 二六 |
|      |     |      |           |      |               |               |      |
|      |     |      |           |      |               |               |      |

| 點式 | 4-5 | 3-5 | 3-4 | 2-5 | 4-2 | 1-4 | 2-3 | 1-2 |
| ---- | --- | --- | --- | --- | --- | --- | --- | --- |
|      |     |     |     |     |     |     |     |     |

- 四人遊戲，每人六張。
- 莊家第一張不可出讓他人都無法接。
- 玩家用讓他人無法接的牌，而不用可接的牌，稱為算帳；只有讓人無法接牌的牌，稱為死砸。
- 無法接牌時，遊戲立即結束。
- 點數最多的稱為大庄，其次为二庄、小庄，点最少的为赢家。点数相同时，离头牌近的赢。赢家得6分、大庄输3分、二庄输2分、小庄输1分。
- 贏家若是算帳，而且手牌点数、扣牌点数比其他所有人的点数小，稱為算帐成功，大庄、二庄、小庄加一倍付分。
- 大庄若是算帳，稱為算帐不成功，要包庄，即代替其余两家输分、加一倍付分，也就是自己付给贏家12分。
- 其餘同接龍。[4]